# 14395 Томморган
14395 Томморган (14395 Tommorgan) — астероїд головного поясу, відкритий 15 жовтня 1990 року.
Тіссеранів параметр щодо Юпітера — 3,794.